# تسونو، کوچی
تسونو، کوچی (به لاتین: Tsuno, Kōchi) یک منطقهٔ مسکونی در ژاپن است که در استان کوچی واقع شده‌است. تسونو ۷٬۰۴۱ نفر جمعیت دارد.